# 诸葛尚

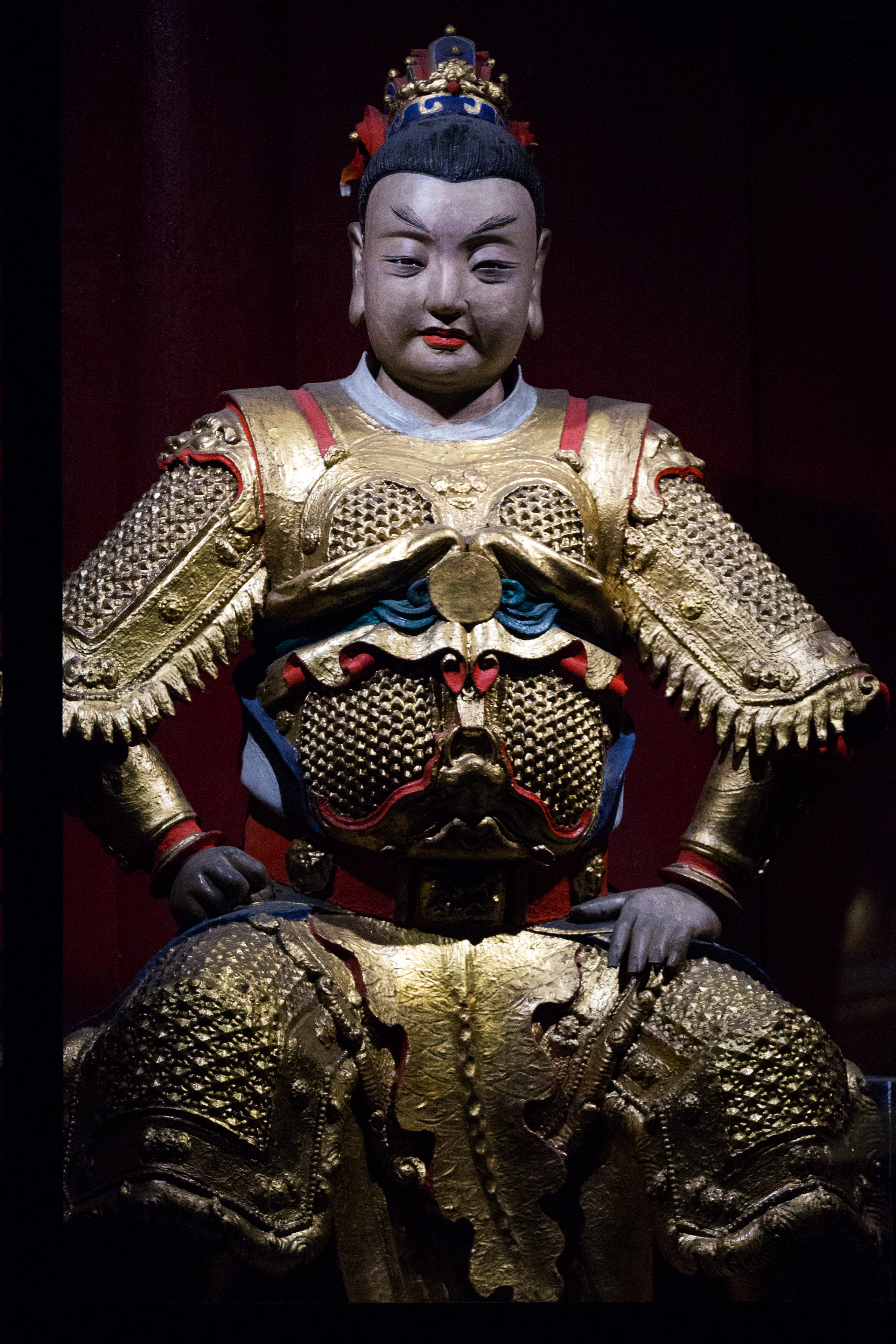
成都武侯祠诸葛尚像，位于静远堂内西侧，塑于清康熙十一年（1672）。

諸葛尚（246年—263年），琅邪郡阳都县（今山东省临沂市沂南县）人，诸葛亮之孙，诸葛瞻長子，诸葛京的兄長。

## 生平
景耀六年（263年）冬，邓艾攻入蜀中，诸葛瞻在绵竹与邓艾交战，大败而死，诸葛尚叹气说：“我父子受到国家重恩，不能早日斩杀黄皓，让国家受辱人民遭殃，才导致今天的失败，还活着干什么！”于是诸葛尚策马冲入魏军阵中战死。
四川绵竹建有诸葛双忠祠纪念蜀汉末年在绵竹关战死的诸葛瞻及其子诸葛尚，为四川重要蜀汉遗址之一，现存有清代建筑与三国两晋时期建造的诸葛瞻墓冢。